# Waterfront-sagen
Waterfront-sagen, også benævnt DSB/Waterfront-sagen eller Abild-sagen, er betegnelsen for en omtale i medierne af DSBs samarbejde med PR- og lobbybureauet Waterfront Communications. 
Sagen begyndte, da Danmarks Radio den 13. januar 2013 i en nyhedsudsendelse fremlagde en mail fra Waterfront, hvoraf det fremgik, at virksomheden, på opdrag fra DSB, havde afholdt en journalist fra at skrive kritisk om DSB.
Senere i forløbet kom det frem, at Region Syddanmark benyttede Waterfront til at modarbejde Region Midtjyllands Kattegatkommission i at arbejde for at fast Kattegat-forbindelse, som ifølge fung. formand for regionen, Poul-Erik Svendsen, ville skade regionen. Regionen brugte over en million kroner på dette samarbejde. Endelig viste det sig, at både Grenå Havn og Odense Havn benyttede sig af Waterfront. Efterfølgende viste det sig imidlertid, at intet ulovligt havde fundet sted, jf. bl.a. afgørelse fra Statsforvaltningen og beretningen fra DSBs egen advokatundersøgelse.  

## DSB
I DRs nyhedsmagasin 21 Søndag blev det offentligt kendt, at DSB via Waterfront forsøgte at forhindre journalist Lars Abild i at skrive kritisk journalistik om DSB. Ifølge en mail-korrespondance mellem DSB-topchef Peder Nedergaard Nielsen og Waterfront skulle Waterfront holde Lars Abild beskæftiget med alt andet end DSB, der var glad for at få så mange journalistiske opgaver for ham som freelancejournalist.
Sagen rystede flere eksperter, som udtalte sig i programmet. Bl.a. medieforsker ved Roskilde Universitet, Mark Ørsten og Erhvervsjurist ved Aalborg Universitet, Sten Bønsing, der var fortørnede ved sådan i fremgangsmåde i en offentlig virksomhed.
I slutningen af 2009 blev Lars Abild kontaktet af Waterfront, der ville have ham til at løse kommunikations-opgaver for nogle af bureauets kunder. I virkeligheden var bureauet bestilt af DSB for at forhindre Lars i at skrive om DSB. Han blev bl.a. engageret i flere erhvervsorganisationer, havne o.l. I over to år blev det for Lars Abild holdt hemmeligt, at det egentlige formål var at beskæftige ham med alt andet end DSB.
Sammenlagt har DSB brugt omkring 5 mio. kr. på sit samarbejde med Waterfront. Dog vides det ikke hvor meget af dette, der er brugt på at holde Lars Abild fra at skrive om DSB.
Efter programmet igangsatte Transportministeriet og DSB en ekstern undersøgelse, som skulle belyse sagen. Tidligere DSB-direktør Søren Eriksen udtalte den følgende dag, at han godt kendte til samarbejdet mellem Waterfront og DSB men afviste enhver anklage om, at de skulle have holdt Lars Abild beskæftiget.
I TV-avisen mandag den 14. januar 2013 afsløredes det, at direktør for Waterfront, Lars Poulsen havde sendt en mail til DSB's underdirektør Peder Nedergaard Nielsens personlige mail-adresse, hvori Lars Abilds helbredsoplysninger var delt.
Datatilsynet meldte efterfølgende Waterfront Communication til politiet.
Efter 14 måneders efterforskning rejste Københavns Politi i april 2014 tiltale mod bureauet og dets direktør med krav om bødestraf. Sagen er endnu ikke berammet. Efterforskningen af øvrige anmeldelser mod bureauet og bureauets egne anmeldelser mod tidligere medarbejdere blev samtidigt droppet af politiet.
Den 15. januar 2013 suspenderedes Peder Nedergaard Nielsen efter et møde mellem administrerende direktør Jesper Lok, bestyrelsesformand Peter Schütze og advokatfirmaet Bruun & Hjejle.
I april 2013 blev Peder Nedergaard Nielsen afskediget.
Waterfront arbejdede også sammen med Dansk Folkeparti-politikeren Kim Christiansen. Firmaet skrev to kronikker under Christiansens navn, og Christiansen modtog koncertbilletter fra Lars Poulsen. Derudover solgte Christiansen og hans kone isenkræmmervarer med logo til Waterfronts organisation Copenhagen Climate Network til en værdi af kr. 36.798 inkl. moms.
Den 2. april 2013 kom det i BT frem, at den tidligere medarbejder hos Waterfront, Karsten Madsen, var forfatter til afsnittet om, at Lars Abild var ansat hos Waterfront for at forhindre ham i at skrive kritisk om DSB i den mail, som DR 21-Søndag fremkom med den 13. januar 2013.

## Copenhagen Climate Network
I 21 Søndag den 27. januar 2013 kom det frem, at Waterfront driver et såkaldt klimanetværk, Copenhagen Climate Network, der er en samling af folk med interesse for klimadagsordenen. Udadtil handler det om at sætte klima på dagsordenen, men ifølge en mail-korrespondance mellem Waterfront direktør Lars Poulsen og DSB's ledelse, handlede det ligeså meget om at pleje DSB's egne interesser. Ifølge kilder blev netværket etableret med støtte fra DSB. Netværket udgiver magasinet Climate.
Flere danske politikere har været formænd for Copenhagen Climate Network, bl.a. miljøminister Ida Auken og MEP Dan Jørgensen, der ikke var klar over at netværket var en platform for DSB.

### Letbane på Ring 3
På den svenske jernbanekonference Elmia Nordic Rail holdt bestyrelsesmedlem og ansat i Waterfront, Lars Lindskov, et oplæg for 5.000 deltagere fra 29 lande, hvor han var fortaler for en såkaldt S-letbane på Ring 3, der skulle give passagerene færre skift. På konferencen deltog Copenhagen Climate Network som et netværk, der skulle fremme bæredygtighed og miljøpolitik. Ifølge interne notater, skulle oplægget fremme DSB's interesser, så de ville stå bedre i et fremtidigt udbud, som operatør, for letbanen.

## "Muldvarpe-sagen"
Den 2. februar 2013 kom det frem, at en tidligere minister i al hemmelighed fodrede DSB med oplysninger, under forhandlingerne om den mislykkedes betalingsring omkring København. Også dengang var Waterfront involveret.

## Region Syddanmark
I forbindelse med at Region Midtjylland havde oprettet en kommission, der skulle påvirke politikerne på Christiansborg, til at foretrække en fast Kattegat-forbindelse, frem for at styrke infrastrukturen over Trekantområdet og Fyn, indgik Region Syddanmark et samarbejde med Waterfront i foråret 2011. Indholdet i aftalen gik ud på at skabe en masse medietid, og dermed påvirke politikerne til ikke at "glemme" regionen. Ifølge 21 Søndag har regionen brugt omkring én million kroner på samarbejdet, der af flere eksperter anses for at være i strid med reglerne, da en offentlig myndighed skal sende en opgave i udbud, hvis dennes værdi overstiger 500.000 kr..

## Grenå Havn
Ifølge Jyllands-Posten 24/2 2013 har folketingsmedlem Benny Engelbrecht leveret oplysninger til Waterfront sådan at Waterfronts kunde Grenå Havn kunne få en offentligt betalt omfartsvej til 111 millioner kroner. Alternativer som Vejdirektoratet anbefalede, kostede ifølge Jyllands-Posten henholdsvis 58,3 og 77,7 millioner. Benny Engelbrecht har i januar 2013 udtalt sig kritisk om Waterfront i forbindelse med afsløringer af Waterfronts rolle i diverse trafikpolitiske sager, men ikke oplyst om sin egen meddelsomhed til Waterfront.

## Fodnoter
1. ↑  DSB-sagen - et overblik - Journalisten (17.01.2013)
2. 1 2  Waterfront-sagen: Region Syddanmark brød regler for udbud - dr.dk (18.02.2013)
3. ↑  Danske havne brugte også DSB-finte dr.dk (27.01.2013)
4. 1 2 3 4  21 Søndag dr.dk (tv-klip) (13.01.2013)
5. 1 2 3 4  DSB og Waterfront var på kollisionskurs JP Premium (01.02.2013) (Kræver abonnoment)
6. ↑  "Politimæssig undersøgelse af udlevering af helbredsoplysninger". Datatilsynet. 2. april 2013. Arkiveret fra originalen 7. maj 2013. Hentet 3. april 2013.
7. ↑  Ritzau (10. april 2014). "Waterfront-direktør tiltalt: Gav personfølsomme oplysninger til DSB". Ekstra Bladet.
8. ↑  Jannik Brinch (3. april 2013). "DSB ofrer direktør i Waterfrontsag". Jyllands-Posten. Arkiveret fra originalen 6. april 2013. Hentet 3. april 2013.
9. ↑  Oliver Rouhte Skov (3. februar 2013). "DF-profil handlede med Waterfront". DR.
10. ↑  Se den afslørende mail: Tidligere politiker i dobbeltspil i DSB-skandale
11. 1 2  Klimanetværk arbejdede hemmeligt for DSB dr.dk (28.01.2013)
12. ↑  Copenhagen Climate Network Arkiveret 17. januar 2013 hos  Wayback Machine www.ccn2009.org (Hentet 03.02.2013)
13. 1 2  "Klimanetværk skulle score letbane til DSB" dr.dk (Hentet 03.02.2013)
14. ↑  Waterfront: Tidligere minister var muldvarp for DSB (Webside ikke længere tilgængelig) MetroXpress (02.02.2013)
15. ↑  Politikere informerede selv Waterfront - Politik
16. ↑  Benny Engelbrecht har eget lobbyregister | Politik | DR